# Neotanais peculiaris
Neotanais peculiaris är en kräftdjursart som beskrevs av Lang 1968. Neotanais peculiaris ingår i släktet Neotanais och familjen Neotanaidae. Inga underarter finns listade i Catalogue of Life.